# نوح (فیلم)
نوح (به انگلیسی: Noah) یک فیلم آمریکایی در ژانر حماسی به کارگردانی دارن آرونوفسکی است که در سال ۲۰۱۴ منتشر شد. فیلم‌نامه این فیلم توسط آرونوفسکی و آری هندل بر پایه کتاب سفر پیدایش نوشته شده‌است. راسل کرو در نقش نوح ظاهر شده‌است و جنیفر کانلی، داگلاس بوث، لوگن لرمان، اما واتسون، آنتونی هاپکینز و ری وینستون نیز دیگر ستارگان فیلم هستند. داستان فیلم وقایع طوفان نوح را به تصویر می‌کشد. نوح در تاریخ ۲۸ مارس ۲۰۱۴ به صورت آی‌مکس و سه‌بعدی اکران شد.

## بازیگران
- راسل کرو در نقش نوح
  - داکوتا گویو در نقش نوح در جوانی
- جنیفر کانلی در نقش نعمه، همسر نوح
- اما واتسون در نقش ایلا، دخترخواندهٔ نوح
- ری وینستون در نقش توبال قاین
  - فین ویتراک در نقش توبال قاین در جوانی
- لوگان لرمن در نقش حام، پسر نوح
- داگلاس بوث در نقش سام، پسر نوح
- آنتونی هاپکینز در نقش متوشالح، جد نوح
- لئو مک‌هیو کارول در نقش یافث، پسر نوح
- مارتون چوکاش در نقش لمک، پدر نوح
- مدیسون دونپورت در نقش نائل
- کوین دورند در نقش عوج، فرشته‌ای یاری‌رسان به نوح و خانواده‌اش

## تولید

### انتخاب بازیگران
آرونوفسکی ابتدا نقش نوح را به مایکل فاسبندر و کریستین بیل پیشنهاد داد اما هر دوی آن‌ها بازی در این نقش را رد کردند.

### فیلمبرداری
فیلمبرداری این فیلم ژوئیه ۲۰۱۲ در ایسلند آغاز شد.

### موسیقی
موسیقی متن این فیلم را کلینت منسل ساخته‌است. او آهنگساز همه فیلم‌های بلند آرونوفسکی بوده‌است.

## فروش
نوح با نظرات مثبت منتقدان همراه بود و در زمینه کارگردانی و عملکرد تیم بازیگر مورد ستایش قرار گرفت. فیلم ۳۶۲ میلیون دلار در سرار جهان فروش کرد در حالی که ۱۳۰ میلیون دلار بودجه ساخت آن بوده‌است. نوح همچنین پرفروش‌ترین فیلم کارنامه آرونوفسکی تاکنون است.

## واکنش‌ها
فیلم در چندین کشور مسلمان با تحریم مواجه شد و اجازه نمایش پیدا نکرد.
کشیش کاتولیک از درونمایه فیلم نوح را نمایش خواست و اراده خداوند» دانست. همچنین یک منتقد فیلم نزدیک به واتیکان نوشت: «هرچند این فیلم برای همه نیست و همه مسیحیان تمایل به دیدنش ندارند، در عین حال دلیلی نیست که مسیحیان از تماشای آن پرهیز کنند».